# W. Lee O’Daniel

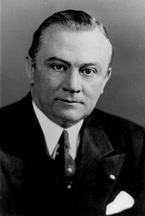
W. Lee O’Daniel

Wilbert Lee O’Daniel (* 11. März 1890 in Malta, Morgan County, Ohio; † 11. Mai 1969 in Dallas, Texas) war ein US-amerikanischer Politiker und von 1939 bis 1941 Gouverneur des Bundesstaates Texas. Zwischen 1941 und 1949 vertrat er seinen Staat im US-Senat.

## Frühe Jahre
Nach dem frühen Tod seines Vaters zog O’Daniel mit seiner Mutter und dem Stiefvater in das Reno County in Kansas. Dort bewirtschaftete die Familie eine Farm, während der junge Wilbert die örtlichen Schulen besuchte. Danach absolvierte er bis 1908 das Salt City Business College in Hutchinson. Im Alter von 18 Jahren wurde er als Buchhalter und Stenograph in einem Mühlenbetrieb in Anthony angestellt. Später wechselte er die Firma und betrieb schließlich selbst eine Mühle. Im Jahr 1919 zog er nach Kansas City und 1921 nach New Orleans, ehe er 1925 nach Fort Worth in Texas zog, wo er Verkaufsmanager der Burrus Mills wurde. Für diese Firma übernahm er 1928 auch die Radiowerbung. Im Radio nahm er auch an religiösen Diskussionen teil und komponierte Lieder. Zwischen 1933 und 1934 war O’Daniel auch Präsident der Handelskammer von Fort Worth.

## Gouverneur von Texas
Durch seine Radioauftritte wurde er so bekannt, dass er im Jahr 1938 praktisch ohne politische Erfahrung als Kandidat der Demokratischen Partei zum neuen Gouverneur von Texas gewählt wurde. O’Daniel trat sein neues Amt am 17. Januar 1939 an und wurde im Jahr 1940 wiedergewählt. Er wollte die sogenannten „Poll tax laws“, die das Wahlrecht an ein bestimmtes Vermögen knüpften, aufheben. Gleichzeitig wollte er die Renten in Texas erhöhen. Beide Vorhaben ließen sich politisch nicht durchsetzen. Ähnlich erging es ihm mit vielen anderen Vorhaben. Sein Scheitern lag teilweise an seiner politischen Unerfahrenheit im Umgang mit der Legislative. Er legte gegen viele Gesetzesvorschläge, deren Sinn er nicht verstand, sein Veto ein. Sein politisches Scheitern konnte er lange Zeit durch seine geschickten Radiosendungen übertünchen.

## US-Senator
Nachdem O’Daniel zum Nachfolger des verstorbenen US-Senators Morris Sheppard gewählt worden war, trat er am 4. August 1941 als Gouverneur zurück. Bei dieser Wahl konnte er sich gegen Lyndon B. Johnson durchsetzen. Im Senat löste er Andrew Jackson Houston ab, den Sohn von Samuel Houston, der das Amt des Senators von Sheppard bis zur Nachwahl übernommen hatte und zwischenzeitlich im Alter von 87 Jahren verstorben war. Im Jahr 1942 wurde O’Daniel in den regulären Wahlen bestätigt. Damit konnte er dieses Mandat zwischen dem 4. August 1941 und dem 3. Januar 1949 ausüben. Im Jahr 1944 trat er erfolglos gegen eine erneute Präsidentschaftskandidatur von Franklin D. Roosevelt auf. 1948 betrug die Zustimmung zu seiner passiven Politik im Senat nur 7 %. Daraufhin verzichtete er auf eine erneute Kandidatur und der spätere Präsident Johnson trat seine Nachfolge an.

## Weiterer Lebenslauf
In den Jahren 1956 und 1958 trat O’Daniel bei den Gouverneursvorwahlen seiner Partei an, verfehlte aber jeweils die Nominierung. Er war gegen die Rassenintegration an Schulen und bezeichnete entsprechende Gerichtsurteile als „kommunistisch inspirierte Verschwörungen“. Wilbert Lee O’Daniel starb im Mai 1969 in Dallas. Er war seit 1917 mit Merle Estella Butcher verheiratet, mit der er drei Kinder hatte.

## Trivia
Der Filmcharakter Pappy O’Daniel aus dem Film O Brother, Where Art Thou? basiert lose auf W. Lee O’Daniel und wurde aus dem Staat Texas nach Mississippi verlegt.
O’Daniel brachte Lyndon B. Johnson die einzige Wahlniederlage seiner politischen Karriere bei.